# Antonis Georgiou
Antonis Georgiou, född 1969 i Limassol på Cypern, är en cypriotisk advokat och författare.
Georgiuo föddes i Limassol på Cypern och studerade juridik i Moskva. År 2006 publicerade han diktsamlingen Πανσέληνος παρά μία och en novellsamling, Γλυκιά bloody life. 2014 publicerade han  boken Ένα Άλπουμ Ιστορίες, som vann Europeiska unionens litteraturpris 2016.
Georgiou har bidragit till flera antologier. Han har även skrivit manus till flera pjäser, däribland The Disease (2009), La Belote och I Was Lysistrata, som framförts på diverse teatrar på Cypern. Han har även redigerat i litteraturtidsskriften Anef. 2016 adapterades hans bok Ένα Άλπουμ Ιστορίες och blev pjäs.